# Brandonville (Wirginia Zachodnia)
Brandonville – miasto w Stanach Zjednoczonych, w stanie Wirginia Zachodnia, w hrabstwie Preston.